# Lele (langue)
Pour les articles homonymes, voir Lele.
Le lele est une langue austronésienne parlée en Papouasie-Nouvelle-Guinée, dans la province de Manus, dans les îles de l'Amirauté. La langue appartient au groupe océanien de la branche malayo-polynésienne des langues austronésiennes.

## Classification
Le lele appartient à un des sous-groupes des langues manus orientales. Cette famille fait partie des langues des îles de l'amirauté de l'Est, rattachés aux langues des îles de l'Amirauté, dans la classification de Lynch, Ross et Crowley (2002).

## Phonologie
Les tableaux présentent les voyelles et les consonnes du lele.

### Voyelles
|         | Antérieure | Postérieure |
| ------- | ---------- | ----------- |
| Fermée  | i [i]      | u [u]       |
| Moyenne | e [e]      | o [o]       |
| Ouverte |            | a [ɑ]       |

### Consonnes
|              |              | Bilabiales | Alvéolaires | Alvéolaires | Dorsales | Dorsales | Glottales |
| ------------ | ------------ | ---------- | ----------- | ----------- | -------- | -------- | --------- |
| Centrales    | Latérales    | Bilabiales | Palatales   | Vélaires    |          |          | Glottales |
| Occlusives   | Sourde       | p [p]      | t [t]       |             |          | k [k]    |           |
| Occlusives   | Labio-vél.   | pʷ [pʷ]    |             |             |          | kʷ [kʷ]  |           |
| Occlusives   | Prénasal.    | mb [m͡b]    | nd [n͡d]     |             |          |          |           |
| Fricative    | Fricative    |            | s [s]       |             |          |          | h [h]     |
| Nasale       | Simple       | m [m]      | n [n]       |             |          | ŋ [ŋ]    |           |
| Nasale       | Labialisée   | mʷ [mʷ]    |             |             |          |          |           |
| liquide      | Simple       |            | r [ɾ]       | l [l]       |          |          |           |
| liquide      | Prénasal.    |            | nr [n͡r]     |             |          |          |           |
| Semi-voyelle | Semi-voyelle |            |             |             | y [j]    |          |           |

## Sources
- (en) anonyme, Lele Organized Phonology Data, Ukarumpa, Summer Institute of Linguistics in Papua New Guinea, 2004.
- (en) Lynch, John; Malcolm Ross et Terry Crowley, The Oceanic Languages, Curzon Language Family Series, Richmond, Curzon Press, 2002,  (ISBN 0-7007-1128-7)